# Albert Dalmau Miranda
Albert Dalmau Miranda (Barcelona, 1990) és un gestor i polític socialista català. A l'agost de 2024 va ser nomenat conseller de la Presidència de la Generalitat de Catalunya en el govern del president Salvador Illa.

## Biografia
Albert Dalmau començà la seva formació als Jesuïtes de Casp, i després inicià estudis d'Economia, encara que finalment es decantaria per les Ciències Polítiques i de l'Administració que cursà a la Universitat Pompeu Fabra. En arribar a la universitat es va fer militant del Partit dels Socialistes de Catalunya (PSC), començant a militar a les Joventuts Socialistes de Catalunya. La seva trajectòria professional ha anat lligada a les relacions institucionals, governamentals i a l'àmbit econòmic i empresarial, especialment de Barcelona. Entre el 2013 i el 2016 va estar vinculat a Barcelona Global, una associació privada i independent, d'empreses i professionals, on va exercir de mànager de projectes, juntament amb el que va ser el primer responsable d'aquesta entitat, Mateu Hernández.
Des del 2016 al 2017 va exercir com a cap de Gabinet de la Segona Tinència d'Alcaldia, d'Empresa, Cultura i Innovació, ocupant el càrrec fins que el novembre de 2017 Barcelona en Comú va trencar el pacte de govern amb el PSC en novembre de 2017 donat el suport dels socialistes a l'aplicació de l'Article 155 de la Constitució espanyola de 1978 i la destitució del President de la Generalitat. Entre el 2017 i el 2019 com a cap de Gabinet del president del Grup Municipal Socialista de l'Ajuntament de Barcelona.
Durant el mandat 2019-2023 va ser gerent d'Economia, Recursos i Promoció Econòmica, una àrea que Jaume Collboni dirigia com a primer tinent d'alcalde. Dalmau va arribar a aquell càrrec amb només 28 anys.

### Conseller de la Presidència
Va ser nomenat conseller de la Presidència de la Generalitat de Catalunya en el govern del president Salvador Illa el 12 d'agost de 2024. El gener de 2025 va suspendre la possibilitat de teletreballar als alts càrrecs de la Generalitat.